# Acerbolagen
Acerbolagen brukar benämnas den parlamentsreform som på baron Giacomo Acerbos initiativ antogs 1923 av det italienska parlamentet. Lagen marginaliserade proportionell representation som valmetod och stipulerade att den vallista som fick störst andel av rösterna (samt uppfyllde en minimikvot om 25 %) skulle erhålla två tredjedelar av mandaten i samtliga valkretsar (övriga mandat fördelades fortsatt på proportionell basis). Lagen, som möjliggjorde en fascistisk majoritetsregering efter parlamentsvalet 1924, var ett av huvudstegen i uppbyggandet i Mussolinis fascistiska enpartidiktatur.